# Spartansk
Spartansk er et udtryk, der beskriver en spartansk levevis, dvs. at leve sparsomt. Oprindelsen er fra det spartanske samfund i byen Sparta (Σπαρτη) i oldtidens Grækenland, hvor mænd var værnepligtige fra de var 7 til de var 50 år gamle. Der var tale om en krigerstat (polis) og befolkningen levede, specielt i forbindelse med deres altomfattende militære træning, meget sparsomt. De spiste minimalt og ejede det tøj de havde på, deres våben samt en sivmåtte til at sove på.